# George Storrs

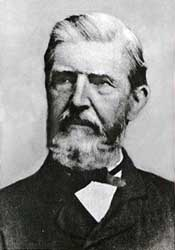
George Storrs

 George Storrs  (* 13. Dezember 1796 in Lebanon (New Hampshire); † 28. Dezember in Philadelphia 1879) war ein US-amerikanischer Prediger.

## Leben
George Storrs war der Sohn des Offiziers Constant Storrs und seiner Frau Lucinda (geb. Howe). Mit 19 Jahren trat er der methodistischen Kirche bei und wurde im Alter von 28 Jahren ein Prediger der Kirche. In einer Biographie wird notiert, dass „Storrs während seiner Amtszeit ein starker und fähiger Mann und ein beliebter Pastor in der Kirche war.“
Storrs engagierte sich stark für die Abschaffung der Sklaverei, was ihm auch innerhalb der Kirche Widerstand einbrachte. 1840 trat er schließlich aus der methodistischen Kirche aus.
Bereits 1837 fand er auf einer Zugfahrt eine Broschüre von Henry Grew, welche die Lehre der bedingten Unsterblichkeit (Ganztodtheorie) des Menschen und den Annihilationismus vertrat. Einige Jahre  untersuchte er diese Lehre und machte dann 1842 seine Schlussfolgerungen in den Six Sermons öffentlich. Diese Predigten fanden in gedruckter Form weite Verbreitung.
Kurz darauf kam Storrs mit den Lehren der Adventisten in Kontakt und wurde ein einflussreicher Prediger der Bewegung. Ab 1843 und bis zu seinem Tod veröffentlichte er eine eigene Zeitschrift mit dem Titel Bible Examiner. Seine Studien über den Zustand der Toten flossen in die Adventbewegung ein.
Seine Werke beeinflussten schließlich auch Charles Taze Russell, der die Bibelforscherbewegung gründete. Storrs war auch öfters bei der Bibelstudiengruppe von Russell in Allegheny anwesend, so entstand auch eine enge Zusammenarbeit der beiden. Als Storrs am 28. Dezember 1879 verstarb, hielt Russell die Beerdigungsrede. Sein Tod hatte auch eine besondere Erwähnung im englischen Wachtturm. Russell sprach von Storrs als von „einem Partner, Freund und Mentor, einem Bruder mit besonderen Fähigkeiten.“